# Victor Cousin
Victor Cousin (Parigi, 28 novembre 1792 – Cannes, 14 gennaio 1867) è stato un filosofo e storico della filosofia francese, un protagonista della vita culturale nella Francia della Restaurazione: è considerato il fondatore della storiografia filosofica francese.

## Biografia
Professore di filosofia presso la Scuola Normale di Parigi e poi presso la locale facoltà di Lettere, fu funzionario del governo e ministro negli anni trenta dell'Ottocento ed ebbe l'incarico di riorganizzare il sistema degli studi filosofici in Francia.
Come filosofo, è uno dei principali responsabili dell'introduzione in Francia dello Spiritualismo, e del conseguente abbandono, da parte della filosofia francese, del Sensismo. In età giovanile subì l'influsso di Locke e Condillac; ma in seguito abbracciò la corrente filosofica dell'idealismo sotto l'influenza di Maine de Biran e Schelling.
Tenne lezioni all'Università parigina della Sorbona dal 1815 al 1820, quando venne sospeso dall'insegnamento, seguendo quindi la sorte di François Guizot, con la Restaurazione. Si recò allora in Germania dove ebbe modo di conoscere l'Idealismo tedesco.
Utilizzò per primo il termine "spiritualismo" per definire il proprio pensiero, frutto della sintesi delle idee di Immanuel Kant, Cartesio e degli idealisti scozzesi. A questa corrente di pensiero aderì anche il filosofo Théodore-Simon Jouffroy.
Fu reintegrato nella cattedra universitaria nel 1827 e continuò a insegnare fino al 1832. Le sue più caratteristiche intuizioni sono contenute nell'opera "Fragments philosophiques" (1826) in cui sostenne che fondamento della metafisica fosse l'osservazione e l'analisi dei fatti della vita cosciente. I suoi allievi si dedicarono in gran parte agli studi storici. Tra il 1824 e il 1826 ha curato un'edizione in 11 volumi delle opere di Cartesio.
Fu amico di Santorre di Santa Rosa.

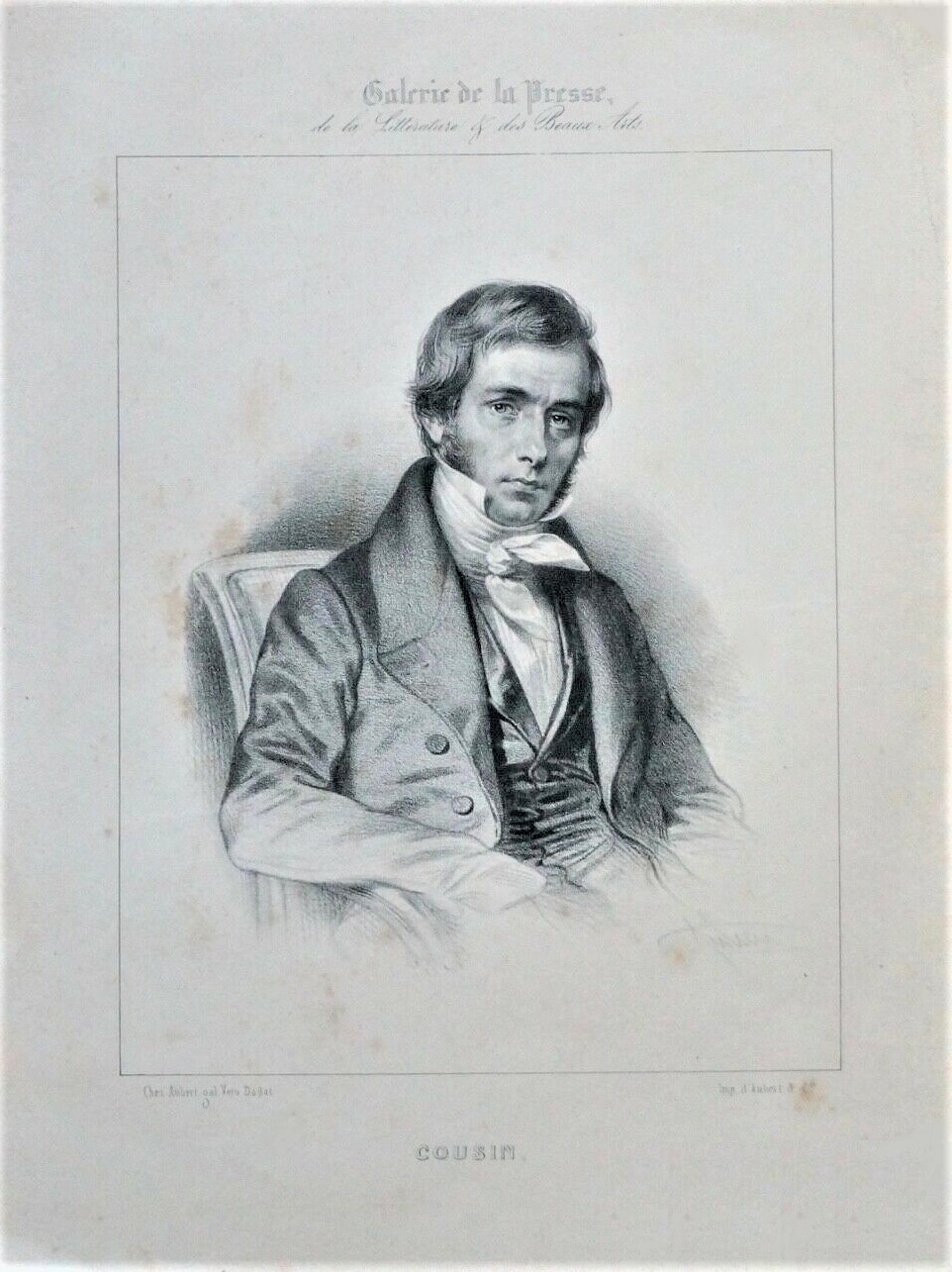
Victor Cousin, ritratto attorno al 1820
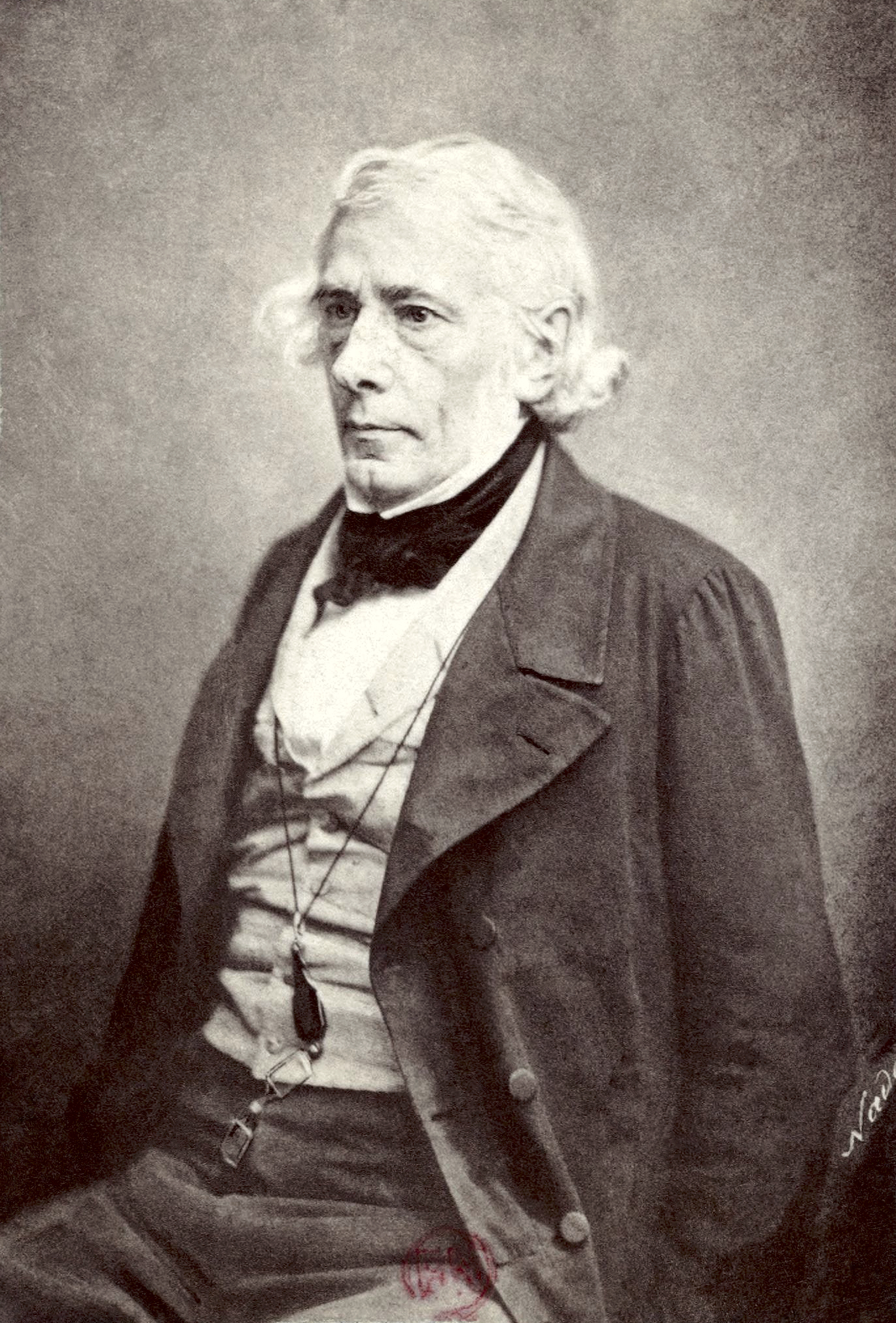
Victor Cousin, fotografato da Nadar, 1865 ca,.

## Opere
- 1820 - 1827: Procli philosophi Platonici opera, 6 vol.
- 1826: Fragments philosophiques
- 1827: Eunape, pour servir à l'histoire de la philosophie d'Alexandrie
- 1828: Nouveaux fragments philosophiques. Cours de l'histoire de la philosophie
- 1829: Histoire de la philosophie au XVIII siècle, 2 vol.
- 1833: De l'instruction publique en Allemagne, et notamment en Prusse, 2 vol.
- 1835: De la métaphysique d'Aristote
- 1837: De l'instruction publique en Hollande
- 1840: Cours de philosophie morale. Philosophie scolastique
- 1841: Cours d'histoire de la philosophie moderne. Recueil des actes du ministère de l'Instruction publique du 1er mars au 28 octobre 1840. Cours d'histoire de la philosophie morale au XVIII siècle, 5 vol.
- 1842: Leçons sur la philosophie de Kant. Des pensées de Pascal
- 1843: Introduction aux œuvres du père André. Fragments littéraires
- 1844: Du scepticisme de Pascal. Défense de l'université et de la philosophie
- 1845: Jacqueline Pascal
- 1846: Fragments de philosophie cartésienne
- 1846: Philosophie populaire
- 1848: Justice et charité
- 1850: De l'enseignement et de l'exercice de la médecine et de la pharmacie
- 1852: La jeunesse de M.me de Longueville
- 1853: M.me de Longueville pendant la Fronde
- 1854: M.me de Sablé
- 1855: Premiers essais de philosophie
- 1856: M.me de Chevreuse. M.me de Hautefort
- 1857: Fragments et souvenirs littéraires
- 1858: Du vrai, du beau et du bien
- 1859: De la société française au XVIII siècle, d'après le grand Cyrus, 2 vol
- 1861: Philosophie de Locke
- 1862: Philosophie écossaise
- 1863: Philosophie sensualiste au XVIII siècle
- 1865: La jeunesse de Mazarin